# Zoppenbroich

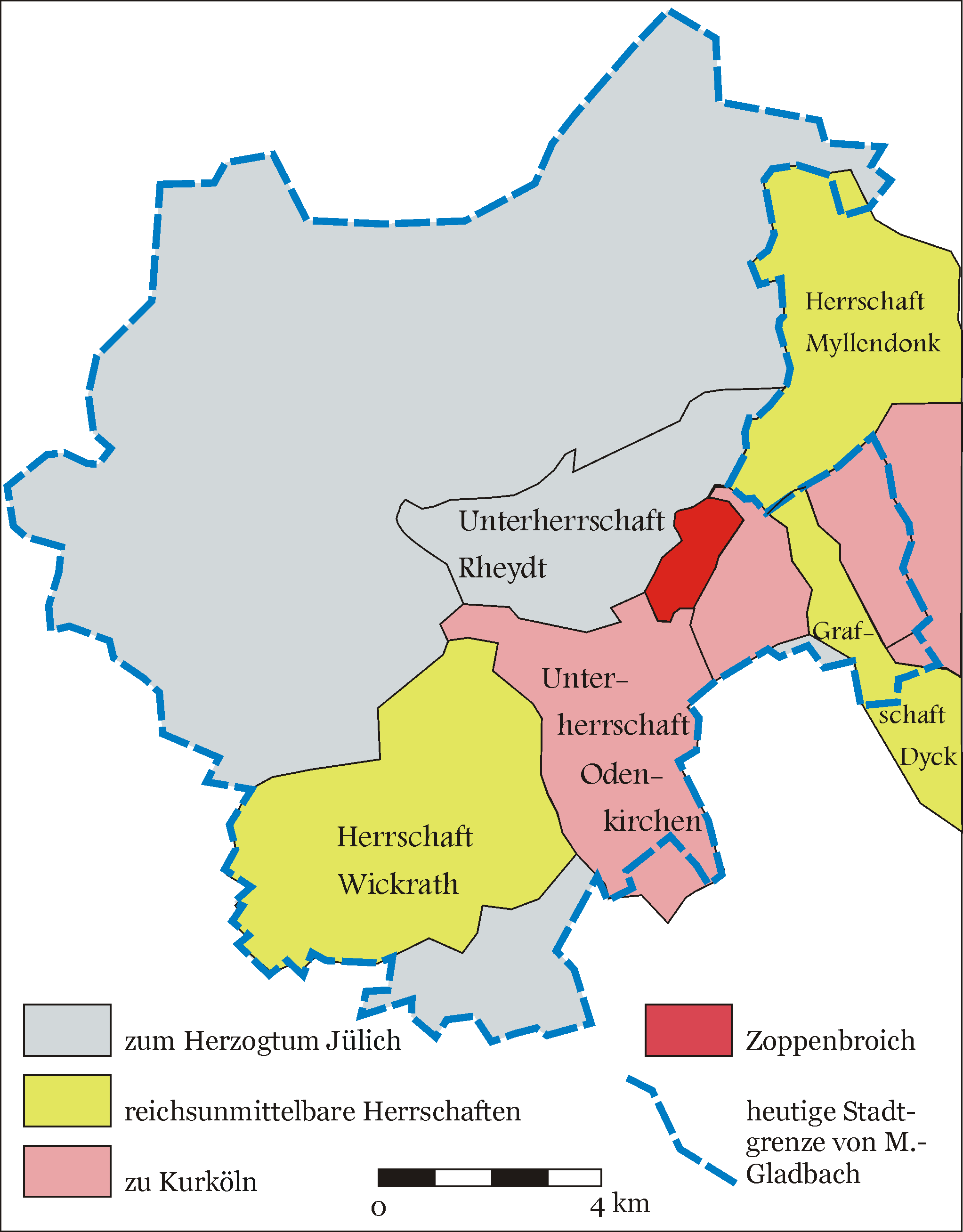
Territoriale Verhältnisse auf dem heutigen Stadtgebiet von Mönchengladbach um 1720.

Zoppenbroich ist eine ehemalige Unterherrschaft Kurkölns im Amte Liedberg, die von 1405 bis 1744 existierte. Die Unterherrschaft umfasste die auf dem heutigen Gebiet der Stadt Mönchengladbach liegenden Honnschaften Bahner, Biesel, Eiger und Tackhütte. Im Jahre 1670 hatte das Territorium eine Größe von 139 Hektar, auf denen sich 22 Häuser und Höfe befanden. Als Richtstätte und Herrschaftssymbol stand in der Honnschaft Biesel ein Galgen. Das um 1700 auf den Ruinen eines 1642 niedergebrannten Vorgängerbaues errichtete Haus Zoppenbroich war der Sitz der Lehnsträger. Es liegt zwischen Giesenkirchen und Rheydt an der Niers.  
Die Niers bildete die westliche Grenze des Territoriums zur Unterherrschaft Rheydt des Herzogtums Jülich, was häufig zu Grenzstreitigkeiten führte, da der Fluss nach Hochwassern ständig sein Bett wechselte.

## Geschichte
Zoppenbroich war ursprünglich ein zur Grafschaft Liedberg gehöriges Ritterlehen. Während einer von 1304 bis 1405 andauernden Phase territorialer Streitigkeiten zwischen Kurköln und den Grafen (ab 1328 Herzögen) von Jülich, gelang es den jeweiligen Lehnsträgern ihre Macht zu einer von Kurköln weitgehend unabhängigen Unterherrschaft auszubauen.
Als Lehnsträger sind urkundlich überliefert
- Rabodo (1334)
- Bernhard (1371 und 1395)
- Rembodo von Slychem (1403)
- Albert von Honselaer (1405)

Von 1566 bis 1692 waren die Freiherren von Quadt Lehnsträger der Unterherrschaft, danach kam es zu mehrfachen Besitzwechseln. 1723 erhielt Ambrosius Franz von Virmont das Territorium aus der Erbschaft seiner ersten Frau und im darauf folgenden Jahr wurde er damit belehnt. Nach dem Tode Virmonts 1744, der keine Erben hinterließ, stritt sich seine Witwe Maria Elisabeth bis 1763 mit dem Erzbischof von Köln um den Besitz. Erst nachdem der Erzbischof in einem Vergleich 110.000 Reichstaler an die Witwe bezahlt hatte, fiel das Territorium wieder an Kurköln zurück und wurde in der Folgezeit von der kurkölnischen Vogtei Odenkirchen verwaltet.
Der Name Zoppenbroich existiert heute nur noch als Flurname für die Niers-Auen zwischen Giesenkirchen und Rheydt, daneben erinnern auch eine Zoppenbroicher Straße in Köln und Mönchengladbach an die ehemalige Unterherrschaft. Im Haus Zoppenbroich befindet sich heute der Sitz des gleichnamigen Gestüts.